# Campionati del mondo di atletica leggera 2015 - Staffetta 4×100 metri maschile
La gara della staffetta 4×100 metri maschile si è svolta il 29 agosto 2015.

## Podio
| Pos.    | Nazione                                                                         | Tempo |
| ------- | ------------------------------------------------------------------------------- | ----- |
| Oro     | Giamaica Nesta Carter, Asafa Powell, Nickel Ashmeade, Usain Bolt, Rasheed Dwyer | 37"36 |
| Argento | Cina Mo Youxue, Xie Zhenye, Su Bingtian, Zhang Peimeng                          | 38"01 |
| Bronzo  | Canada Aaron Brown, Andre De Grasse, Brendon Rodney, Justyn Warner              | 38"13 |

## Situazione pre-gara

### Record
Prima di questa competizione, il record del mondo (WR) e il record dei campionati (CR) erano i seguenti.
| Record                | Prestazione | Atleta                                                         | Data                                  | Competizione               |
| --------------------- | ----------- | -------------------------------------------------------------- | ------------------------------------- | -------------------------- |
| Record mondiale       | 36"84       | Giamaica Nesta Carter, Michael Frater, Yohan Blake, Usain Bolt | 11 agosto 2012 Londra, Regno Unito    | Giochi della XXX Olimpiade |
| Record dei campionati | 37"04       | Giamaica Nesta Carter, Michael Frater, Yohan Blake, Usain Bolt | 4 settembre 2011 Taegu, Corea del Sud | Campionati del mondo 2011  |

### Campioni in carica
I campioni in carica, a livello mondiale e olimpico, erano:
| Campione | Atleta                                                                                            | Prestazione | Data                               | Competizione               |
| -------- | ------------------------------------------------------------------------------------------------- | ----------- | ---------------------------------- | -------------------------- |
| Olimpico | Giamaica Nesta Carter, Michael Frater, Yohan Blake, Usain Bolt, Kemar Bailey-Cole                 | 36"84       | 11 agosto 2012 Londra, Regno Unito | Giochi della XXX Olimpiade |
| Mondiale | Giamaica Nesta Carter, Kemar Bailey-Cole, Nickel Ashmeade, Usain Bolt, Warren Weir, Oshane Bailey | 37"36       | 18 agosto 2013 Mosca, Russia       | Campionati del mondo 2013  |

### La stagione
Prima di questa gara, gli atleti con le migliori tre prestazioni dell'anno erano:
| Pos. | Atleta            | Prestazione | Data                                |
| ---- | ----------------- | ----------- | ----------------------------------- |
| 1    | Stati Uniti       | 37"38       | 2 maggio 2015 Nassau, Bahamas       |
| 2    | Giamaica          | 37"41       | 2 maggio 2015 Nassau, Bahamas       |
| 3    | Antigua e Barbuda | 38"14       | 24 luglio 2015 Toronto, Stati Uniti |

## Risultati

### Batterie
Qualificazione: i primi tre di ogni serie (Q) e i due tempi migliori tra gli esclusi (q) si qualificano alle finali.
| Pos. | Batteria | Nazione           | Atleti                                                                               | Tempo | Note                                     |
| ---- | -------- | ----------------- | ------------------------------------------------------------------------------------ | ----- | ---------------------------------------- |
| 1    | 2        | Giamaica          | Nesta Carter, Asafa Powell, Rasheed Dwyer, Nickel Ashmeade                           | 37.41 | Q,                                       |
| 2    | 2        | Francia           | Emmanuel Biron, Christophe Lemaitre, Guy-Elphège Anouman, Jimmy Vicaut               | 37.88 | Q,                                       |
| 3    | 1        | Stati Uniti       | Trayvon Bromell, Justin Gatlin, Tyson Gay, Mike Rodgers                              | 37.91 | Q                                        |
| 4    | 2        | Cina              | Mo Youxue, Xie Zhenye, Su Bingtian, Zhang Peimeng                                    | 37.92 | Q,                                       |
| 5    | 2        | Antigua e Barbuda | Chavaughn Walsh, Daniel Bailey, Jared Jarvis, Miguel Francis                         | 38.01 | q,                                       |
| 6    | 2        | Canada            | Aaron Brown, Andre De Grasse, Brendon Rodney, Justyn Warner                          | 38.03 | q,                                       |
| 7    | 1        | Gran Bretagna     | Richard Kilty, Harry Aikines-Aryeetey, James Ellington, Daniel Talbot                | 38.20 | Q,                                       |
| 8    | 2        | Paesi Bassi       | Solomon Bockarie, Patrick Van Luijk, Liemarvin Bonevacia, Hensley Paulina            | 38.41 | Miglior prestazione personale stagionale |
| 9    | 1        | Germania          | Julian Reus, Sven Knipphals, Alexander Kosenkow, Aleixo-Platini Menga                | 38.57 | Q                                        |
| 10   | 1        | Giappone          | Kazuma Oseto, Kenji Fujimitsu, Takuya Nakata, Kotaro Taniguchi                       | 38.60 |                                          |
| 11   | 1        | Ucraina           | Roman Kravtsov, Serhiy Smelyk, Volodymyr Suprun, Vitaliy Korzh                       | 38.79 | Miglior prestazione personale stagionale |
| 12   | 1        | Bahamas           | Warren Fraser, Shavez Hart, Elroy Mcbride, Teray Smith                               | 38.96 | Miglior prestazione personale stagionale |
|      | 1        | Brasile           | Gustavo M. Dos Santos, Aldemir da Silva Junior, Bruno de Barros, José Carlos Moreira | dnf   |                                          |
|      | 2        | Sudafrica         | Henricho Bruintjies, Anaso Jobodwana, Antonio Alkana, Akani Simbine                  | dnf   |                                          |

### Finale
| Pos.    | Nazione           | Atleti                                                                 | Tempo | Note                                     |
| ------- | ----------------- | ---------------------------------------------------------------------- | ----- | ---------------------------------------- |
| Oro     | Giamaica          | Nesta Carter, Asafa Powell, Nickel Ashmeade, Usain Bolt                | 37.36 | Miglior prestazione mondiale stagionale  |
| Argento | Cina              | Mo Youxue, Xie Zhenye, Su Bingtian, Zhang Peimeng                      | 38.01 |                                          |
| Bronzo  | Canada            | Aaron Brown, Andre De Grasse, Brendon Rodney, Justyn Warner            | 38.13 |                                          |
| 4       | Germania          | Julian Reus, Sven Knipphals, Alexander Kosenkow, Aleixo-Platini Menga  | 38.15 | Miglior prestazione personale stagionale |
| 5       | Francia           | Emmanuel Biron, Christophe Lemaitre, Guy-Elphège Anouman, Jimmy Vicaut | 38.23 |                                          |
| 6       | Antigua e Barbuda | Chavaughn Walsh, Daniel Bailey, Jared Jarvis, Miguel Francis           | 38.61 |                                          |
|         | Stati Uniti       | Trayvon Bromell, Justin Gatlin, Tyson Gay, Mike Rodgers                | dq    |                                          |
|         | Gran Bretagna     | Richard Kilty, Chijindu Ujah, James Ellington, Daniel Talbot           | dnf   |                                          |